# 琵琶瀬湾

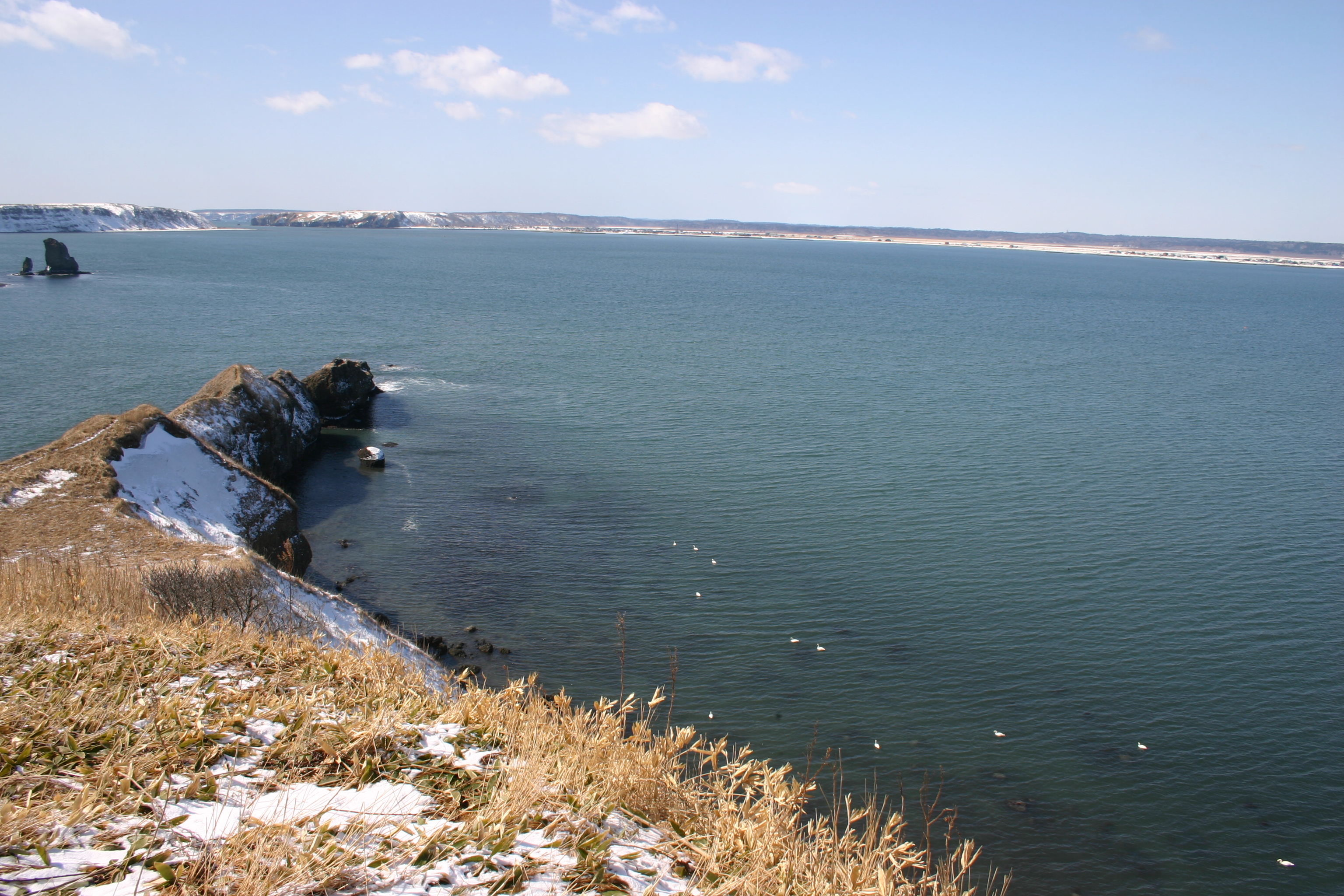
琵琶瀬湾

琵琶瀬湾（びわせわん）は北海道東部にある厚岸道立自然公園に属する湾。南西に開け太平洋に面している。
直径3km、最大水深15mで湾口部で嶮暮帰島と小島およびアゼチ岬で塞がれ湾内は昆布、ウニ、ホッキガイ漁が営まれている。河川の流入は霧多布湿原を貫流する琵琶瀬川と新川のみである。湾奥に浜中町の市街地がある。浜中湾との水道には海上橋の霧多布大橋が架けられている。